# Coupe du monde de beach soccer 2013
Navigation
2011 2015
La Coupe du monde de beach soccer 2013 est la dix-septième édition de la Coupe du monde de beach soccer et se déroule à Tahiti en Polynésie française du 18 au 28 septembre 2013. Le pays organisateur a été choisi par le comité exécutif de la Fédération internationale de football association (FIFA) le 19 mars 2010.
La Russie devient la deuxième équipe à conserver son titre après avoir battu en finale l'Espagne sur le score de 5 buts à 1. Outre la Russie et l'Espagne, Tahiti est la véritable sensation de cette compétition contrairement au Brésil qui passe près de sa pire performance.

## Équipes qualifiées pour la phase finale
Afrique (CAF)
- Côte d'Ivoire

- Sénégal

Asie (AFC)
- Iran

- Japon

- Émirats arabes unis

Océanie (OFC)
- Tahiti

```
(pays hôte)
```

- Salomon

Amérique du Nord, Amérique Centrale et Caraïbes (CONCACAF)
- Salvador

- États-Unis

Amérique du Sud (CONMEBOL)
- Argentine

- Brésil

- Paraguay

Europe (UEFA)
- Espagne

- Pays-Bas

- Russie

- Ukraine

## Phase de groupes

### Tirage au sort
Le tirage au sort est effectué le 6 juin 2013. Les seize équipes sont placées dans quatre chapeaux selon des critères géographiques. Il est à signaler que le qualifié OFC n'est pas connu au moment du tirage au sort.
| Pot 1 (Hôte et CONMEBOL)                      | Pot 2 (CAF et CONCACAF)                   | Pot 3 (AFC et OFC)                                    | Pot 4 (UEFA)                                 |
| --------------------------------------------- | ----------------------------------------- | ----------------------------------------------------- | -------------------------------------------- |
| Tahiti (assigné A1) Argentine Brésil Paraguay | Côte d'Ivoire Sénégal Salvador États-Unis | Iran Japon Émirats arabes unis Salomon (qualifié OFC) | Pays-Bas Russie (assigné D1) Espagne Ukraine |

### Règlement
- 16 équipes réparties dans 4 groupes composés chacun de 4 équipes se disputeront les deux premières places qualificatives pour les quarts de finale.
- La rencontre se déroule en 3 périodes de 12 minutes chacune.
- Une victoire dans le temps réglementaire vaut trois points, une victoire en prolongation ou aux tirs au but vaut deux points et toute défaite vaut zéro point. En cas de résultat nul à l'issue du temps réglementaire, les deux équipes prennent part à une prolongation de 3 minutes, puis si elles ne se sont toujours pas départagées à une séance de tirs au but.
- Un carton rouge est synonyme d'exclusion pendant 2 minutes, puis de non-participation pour le match suivant.
- Les critères suivants départagent les équipes en cas d'égalité :

1. le plus grand nombre de points obtenus dans les matches de groupe entre les équipes à égalité ;
2. la différence de buts particulière dans les matches de groupe entre les équipes à égalité ;
3. le plus grand nombre de buts marqués dans les matches de groupe entre les équipes à égalité ;
4. la différence de buts dans tous les matches du groupe ;
5. le plus grand nombre de buts marqués dans tous les matches du groupe ;
6. tirage au sort par la commission d’organisation de la FIFA[4].

### Groupe A
Le groupe du pays hôte, Tahiti, est celui des futures révélations. Il sera le seul où les deux équipes qualifiées à l'issue du premier tour iront jusqu'au dernier carré. 
L’Espagne, outsider de la compétition, est la mieux armée pour sortir de son groupe après un bon parcours en qualifications contre les autres équipes européennes, mais Tahiti, portée par son public veut atteindre les quarts tandis que les États-Unis et les Émirats arabes unis peuvent jouer les troubles-fêtes.
L’Espagne et Tahiti se qualifient dès la deuxième journée en battant chacun les États-Unis et les Émirats arabes unis, souvent dans la douleur cependant. Lors de la dernière journée, l'Espagne se qualifie à la première place en battant aisément l'hôte Tahiti. Dans le même temps, les Américains sauvent l'honneur en battant les Émirats arabes unis.
| Rang | Équipe              | Pts | J | G | Gt | P | Bp | Bc | Diff |
| ---- | ------------------- | --- | - | - | -- | - | -- | -- | ---- |
| 1    | Espagne             | 9   | 3 | 3 | 0  | 0 | 14 | 8  | +6   |
| 2    | Tahiti              | 5   | 3 | 1 | 1  | 1 | 10 | 9  | +1   |
| 3    | États-Unis          | 3   | 3 | 1 | 0  | 2 | 13 | 14 | -1   |
| 4    | Émirats arabes unis | 0   | 3 | 0 | 0  | 3 | 8  | 14 | -6   |

| Match | Date         | Équipe 1            | Résultat | Équipe 2            |
| ----- | ------------ | ------------------- | -------- | ------------------- |
| 5     | 19 septembre | Espagne             | 5 - 4    | États-Unis          |
| 7     | 19 septembre | Tahiti              | 3 - 2    | Émirats arabes unis |
| 13    | 21 septembre | Émirats arabes unis | 2 - 5    | Espagne             |
| 15    | 21 septembre | États-Unis          | 3 - 5 ap | Tahiti              |
| 21    | 23 septembre | Émirats arabes unis | 4 - 6    | États-Unis          |
| 23    | 23 septembre | Tahiti              | 2 - 4    | Espagne             |

### Groupe B
Dans ce second groupe, l'Argentine, championne d'Amérique du Sud en titre, l'une des trois seules équipes à avoir disputé toutes les éditions de la coupe du monde mais sans jamais atteindre les demi-finales, est l'incontestable favori du groupe. Le Salvador, habitué de la compétition, s'affiche comme l'autre équipe d'envergure tandis que les Pays-Bas et les Îles Salomon viennent dans le but d'acquérir de l'expérience.
Les argentins confirment confirme leur statut dès l'entrée sur le sable en battant facilement le Salvador. Dans l'autre rencontre, les Îles Salomon viennent à bout des Pays-Bas grâce à deux buts en fin de match. Lors de la deuxième journée, l'Argentine devient la première équipe à s'assurer la première place d'un groupe grâce à une victoire dans la douleur contre les Îles Salomon et dans l'autre match les Pays-Bas abandonnent toute idée de qualification avec une défaite. Au moment de la dernière journée qui s'avère riche en buts, toute l'attention se porte sur le match entre le Salvador et les Îles Salomon dont le vainqueur sera qualifié. C'est le Salvador qui remporte une des rencontres parmi les plus serrées de la compétition. Dans l'autre rencontre, qui elle n'a plus d’intérêt par rapport au classement, les Pays-Bas sauvent l'honneur en remportant une séance de pénalty qui suit une spectaculaire remontée de 4 buts contre l'Argentine, pourtant en avance de quatre unités à l'issue du premier tiers-temps.
| Rang | Équipe    | Pts | J | G | Gt | P | Bp | Bc | Diff |
| ---- | --------- | --- | - | - | -- | - | -- | -- | ---- |
| 1    | Argentine | 6   | 3 | 2 | 0  | 1 | 17 | 11 | +6   |
| 2    | Salvador  | 6   | 3 | 2 | 0  | 1 | 13 | 11 | +2   |
| 3    | Salomon   | 3   | 3 | 1 | 0  | 2 | 13 | 15 | -2   |
| 4    | Pays-Bas  | 2   | 3 | 0 | 1  | 2 | 6  | 12 | -6   |

| Match | Date         | Équipe 1  | Résultat | Équipe 2  | T.a.b. |
| ----- | ------------ | --------- | -------- | --------- | ------ |
| 6     | 19 septembre | Argentine | 4 - 1    | Salvador  |        |
| 8     | 19 septembre | Pays-Bas  | 0 - 2    | Salomon   |        |
| 14    | 21 septembre | Salomon   | 5 - 8    | Argentine |        |
| 16    | 21 septembre | Salvador  | 5 - 1    | Pays-Bas  |        |
| 22    | 23 septembre | Salomon   | 6 - 7    | Salvador  |        |
| 24    | 23 septembre | Pays-Bas  | 5 - 5ap  | Argentine | 4 - 3  |

### Groupe C
Avant le début de la compétition, ce groupe est considéré comme étant le « Groupe de la mort ».
En effet, ce groupe contient le Brésil, quadruple champion du monde et l'un des deux grands favoris du Mondial et de ce groupe, ainsi que l'imprévisible Ukraine qui a réalisé de très bonnes performances par le passé et considérée comme l'autre favori de ce groupe. L'Iran et le Sénégal respectivement champion d'Asie et double champion d'Afrique, abordent eux aussi la compétition avec beaucoup d'ambition.
Le Brésil survole comme prévu son groupe en battant ses trois adversaires ce qui confirme son statut de favori de la compétition. Derrière, le Sénégal qui crée la surprise en battant l'Ukraine, est battu par l'Iran, qui est battu par l'Ukraine. En conséquence, les trois équipes terminent avec le même nombre de points. Le premier critère de départage étant la différence de but particulière, la bonne résistance de l'Ukraine contre le Brésil aura été inutile. Grâce à une réduction du score en fin de match contre l'Ukraine, l'Iran termine deuxième et se qualifie pour les quarts de finale.
| Rang | Équipe  | Pts | J | G | Gt | P | Bp | Bc | Diff |
| ---- | ------- | --- | - | - | -- | - | -- | -- | ---- |
| 1    | Brésil  | 9   | 3 | 3 | 0  | 0 | 16 | 6  | +10  |
| 2    | Iran    | 3   | 3 | 1 | 0  | 2 | 8  | 10 | -2   |
| 3    | Ukraine | 3   | 3 | 1 | 0  | 2 | 9  | 11 | -2   |
| 4    | Sénégal | 3   | 3 | 1 | 0  | 2 | 11 | 17 | -6   |

| Match | Date         | Équipe 1 | Résultat | Équipe 2 |
| ----- | ------------ | -------- | -------- | -------- |
| 2     | 18 septembre | Sénégal  | 5 - 4    | Ukraine  |
| 4     | 18 septembre | Brésil   | 4 - 1    | Iran     |
| 10    | 20 septembre | Iran     | 5 - 3    | Sénégal  |
| 12    | 20 septembre | Ukraine  | 2 - 4    | Brésil   |
| 18    | 22 septembre | Iran     | 2 - 3    | Ukraine  |
| 20    | 22 septembre | Brésil   | 8 - 3    | Sénégal  |

### Groupe D
Le dernier groupe de la coupe du monde, bien que considéré moins fort que le groupe de la mort, reste l'un des plus relevés de cette compétition.
Avant le début de la compétition, aucun observateur ne doute sur la première place qui est promise au tenant du titre, double ou triple champion d'Europe selon les deux types de compétitions et l'autre grand favori de cette coupe du monde : la Russie. Pour la deuxième place, le Japon, sextuple finaliste d'Asie dont quatre fois vainqueur, est légèrement préféré aux autres équipes. Mais le Paraguay et la Côte d'Ivoire, vice-champions d'Amérique du Sud et d'Afrique, restent des adversaires difficiles à jouer.
Le scénario est la copie quasi-conforme de celui du groupe du Brésil. La Russie survole comme prévu son groupe en triomphant de ses trois adversaires japonais, ivoirien et paraguayen. Alors que le Paraguay rattrape et dépasse au score la Côte d'Ivoire, le Japon maîtrise ses deux adversaires se qualifiant pour le tour suivant dans la douleur à la seconde place, derrière la Russie qui confirme son statut de grand favori de la coupe du monde.
| Rang | Équipe        | Pts | J | G | Gt | P | Bp | Bc | Diff |
| ---- | ------------- | --- | - | - | -- | - | -- | -- | ---- |
| 1    | Russie        | 8   | 3 | 2 | 1  | 0 | 13 | 6  | +7   |
| 2    | Japon         | 5   | 3 | 1 | 1  | 1 | 8  | 8  | 0    |
| 3    | Paraguay      | 3   | 3 | 1 | 0  | 2 | 14 | 13 | +1   |
| 4    | Côte d'Ivoire | 0   | 3 | 0 | 0  | 3 | 11 | 19 | -8   |

| Match | Date        | Équipe 1      | Résultat | Équipe 2      |
| ----- | ----------- | ------------- | -------- | ------------- |
| 1     | 2 septembre | Paraguay      | 10 - 6   | Côte d'Ivoire |
| 3     | 2 septembre | Russie        | 4 - 1    | Japon         |
| 9     | 4 septembre | Japon         | 3 - 1    | Paraguay      |
| 11    | 4 septembre | Côte d'Ivoire | 2 - 5    | Russie        |
| 17    | 6 septembre | Japon         | 4 - 3ap  | Côte d'Ivoire |
| 19    | 6 septembre | Russie        | 4 - 3ap  | Paraguay      |

## Phase finale
|  | Quarts de finale | Quarts de finale | Quarts de finale | Quarts de finale |            |            | Demi-finales | Demi-finales | Demi-finales                  | Demi-finales                  |                               |                               | Finale       | Finale       | Finale       | Finale       |
|  |                  |                  |                  |                  |            |            |              |              |                               |                               |                               |                               |              |              |              |              |
|  | 25 septembre     | 25 septembre     | 25 septembre     | 25 septembre     |            |            | 27 septembre | 27 septembre | 27 septembre                  | 27 septembre                  |                               |                               | 28 septembre | 28 septembre | 28 septembre | 28 septembre |
|  | 25 septembre     | 25 septembre     | 25 septembre     | 25 septembre     |            |            | 27 septembre | 27 septembre | 27 septembre                  | 27 septembre                  |                               |                               | 28 septembre | 28 septembre | 28 septembre | 28 septembre |
|  | 1er gr.A         | Espagne          | 2                | 2                |            |            | 27 septembre | 27 septembre | 27 septembre                  | 27 septembre                  |                               |                               | 28 septembre | 28 septembre | 28 septembre | 28 septembre |
|  | 1er gr.A         | Espagne          | 2                | 2                |            |            | 27 septembre | 27 septembre | 27 septembre                  | 27 septembre                  |                               |                               | 28 septembre | 28 septembre | 28 septembre | 28 septembre |
|  | 2e gr.B          | Salvador         | 1                | 1                |            |            | 27 septembre | 27 septembre | 27 septembre                  | 27 septembre                  |                               |                               | 28 septembre | 28 septembre | 28 septembre | 28 septembre |
|  | 2e gr.B          | Salvador         | 1                | 1                | Espagne ap | Espagne ap | 2            | 2            |                               |                               |                               |                               | 28 septembre | 28 septembre | 28 septembre | 28 septembre |
|  | 25 septembre     |                  |                  |                  | Espagne ap | Espagne ap | 2            | 2            |                               |                               |                               |                               | 28 septembre | 28 septembre | 28 septembre | 28 septembre |
|  |                  |                  | Brésil           | Brésil           | 1          | 1          |              |              |                               |                               |                               |                               | 28 septembre | 28 septembre | 28 septembre | 28 septembre |
|  | 1er gr.C         | Brésil           | Brésil           | Brésil           | 1          | 1          | 4            | 4            |                               |                               |                               |                               | 28 septembre | 28 septembre | 28 septembre | 28 septembre |
|  | 1er gr.C         | Brésil           | 27 septembre     |                  |            |            | 4            | 4            |                               |                               |                               |                               | 28 septembre | 28 septembre | 28 septembre | 28 septembre |
|  | 2e gr.D          | Japon            | 3                | 3                |            |            |              |              |                               |                               |                               |                               | 28 septembre | 28 septembre | 28 septembre | 28 septembre |
|  | 2e gr.D          | Japon            | 3                | 3                | Espagne    | Espagne    | 1            | 1            |                               |                               |                               |                               |              |              |              |              |
|  | 25 septembre     |                  |                  |                  | Espagne    | Espagne    | 1            | 1            |                               |                               |                               |                               |              |              |              |              |
|  |                  |                  | Russie           | Russie           | 5          | 5          |              |              |                               |                               |                               |                               |              |              |              |              |
|  | 1er gr.D         | Russie           | Russie           | Russie           | 5          | 5          | 6            | 6            |                               |                               |                               |                               |              |              |              |              |
|  | 1er gr.D         | Russie           |                  |                  |            |            |              |              |                               |                               |                               |                               |              |              |              |              |
|  | 2e gr.C          | Iran             | 5                | 5                |            |            |              |              |                               |                               |                               |                               |              |              |              |              |
|  | 2e gr.C          | Iran             | 5                | 5                | Russie     | Russie     | 5            | 5            | Match pour la troisième place | Match pour la troisième place | Match pour la troisième place | Match pour la troisième place |              |              |              |              |
|  | 25 septembre     |                  |                  |                  | Russie     | Russie     | 5            | 5            | Match pour la troisième place | Match pour la troisième place | Match pour la troisième place | Match pour la troisième place |              |              |              |              |
|  |                  |                  | Tahiti           | Tahiti           | 3          | 3          |              |              | 28 septembre                  | 28 septembre                  | 28 septembre                  | 28 septembre                  |              |              |              |              |
|  | 1er gr.B         | Argentine        | Tahiti           | Tahiti           | 3          | 3          | 1            | 1            | 28 septembre                  | 28 septembre                  | 28 septembre                  | 28 septembre                  |              |              |              |              |
|  | 1er gr.B         | Argentine        |                  |                  |            |            |              | 1            |                               |                               | Brésil                        | Brésil                        | 7ap          | 1tab         |              |              |
|  | 2e gr.A          | Tahiti           | 6                | 6                |            |            |              |              |                               |                               | Brésil                        | Brésil                        | 7ap          | 1tab         |              |              |
|  | 2e gr.A          | Tahiti           | 6                | 6                | Tahiti     | Tahiti     | 7            | 0            |                               |                               |                               |                               |              |              |              |              |
|  |                  |                  |                  |                  |            |            |              |              |                               |                               |                               |                               |              |              |              |              |

## Statistiques, classements et buteurs

### Nombre d'équipes par confédération et par tour
| Confédération | Phase de groupes | Quarts de finale | Demi-finales | Finale | Victoire |
| ------------- | ---------------- | ---------------- | ------------ | ------ | -------- |
| UEFA          | 4                | 2                | 2            | 2      | 1        |
| CONMEBOL      | 3                | 2                | 1            |        |          |
| OFC           | 2                | 1                | 1            |        |          |
| AFC           | 3                | 2                |              |        |          |
| CONCACAF      | 2                | 1                |              |        |          |
| CAF           | 2                |                  |              |        |          |
| Total         | 16               | 8                | 4            | 2      | 1        |

### Ballon d'or du meilleur joueur
Le Ballon d'or est la récompense attribuée au meilleur joueur de la coupe du monde 2011.
| Place              | Joueur               |
| ------------------ | -------------------- |
| Médaille d'or      | Bruno Xavier         |
| Médaille d'argent  | Ozu Moreira          |
| Médaille de bronze | Raimana Li Fung Kuee |

### Soulier d'or du meilleur buteur
Le Soulier d'or est attribué au meilleur buteur de la compétition. 
| Place              | Joueur          | Buts | Passes décisives | Matchs joués |
| ------------------ | --------------- | ---- | ---------------- | ------------ |
| Médaille d'or      | Dmitrii Shishin | 11   | 0                | 6            |
| Médaille d'argent  | Bruno Xavier    | 10   | 0                | 6            |
| Médaille de bronze | Agustin Ruiz    | 7    | 1                | 4            |

### Autres récompenses
Le Gant d'or est attribué au meilleur gardien de but de la compétition. Le Prix du fair-play de la FIFA est attribué à l'équipe ayant fait preuve du plus bel esprit sportif et du meilleur comportement.
| Prix              | Lauréat |
| ----------------- | ------- |
| Gant d'or         | Dona    |
| Prix du fair-play | Russie  |

### Classement du tournoi
| Rang               | Équipe              |
| ------------------ | ------------------- |
| Médaille d'or      | Russie              |
| Médaille d'argent  | Espagne             |
| Médaille de bronze | Brésil              |
| 4                  | Tahiti              |
| 5                  | Iran                |
| 6                  | Salvador            |
| 7                  | Japon               |
| 8                  | Argentine           |
| 9                  | Paraguay            |
| 10                 | États-Unis          |
| 11                 | Salomon             |
| 12                 | Ukraine             |
| 13                 | Sénégal             |
| 14                 | Pays-Bas            |
| 15                 | Émirats arabes unis |
| 16                 | Côte d'Ivoire       |